# Маджхи, Лакшмирани
Лакшмирани Маджхи (хинди लक्ष्मीरानी माझी; род. 26 января 1989, Багула, Западная Бенгалия) — индийская лучница, выступающая в соревнованиях в стрельбе из олимпийского лука. Серебряный призёр чемпионата мира.

## Ранние годы
Лакшмирани из племени сантал; она выросла в деревне Багула в районе Восточный Сингхбхум, штат Джаркханд. Стать лучницей ей предложили сотрудники академии стрельбы из лука во время посещения школы, где училась Маджхи. Лакшмирани работает на Индийских железных дорогах в Биласпуре.

## Достижения
Она участвовала в индивидуальных соревнованиях на чемпионате мира по стрельбе из лука 2015 года. Она заняла 4-е место в личном зачете, уступив в матче за бронзовую медаль кореянке Чхве Ми Сун. В женском командном турнире Маджхи выиграла серебряную медаль вместе с Римил Буриули и Дипикой Кумари.
Она вошла в состав сборной на Олимпийские игры в Рио-де-Жанейро. Женская сборная Индии, состоящая из Лакшмирани Маджи, Бомбайлы Деви Лайшрам и Дипики Кумари, заняла 7-е место в предварительном раунде. Команда выиграла матч против Колумбии в 1/8 финала, но затем проиграла в четвертьфинале России.
В личном зачете она заняла 43-е место в рейтинговом раунде. В первом раунде плей-офф Лакшмирани уступила Александре Лонговой из Словакии.